# Pseudamiops pellucidus
Pseudamiops pellucidus és una espècie de peix pertanyent a la família dels apogònids.

## Descripció
- Pot arribar a fer 4 cm de llargària màxima.
- 7 espines i 8 radis tous a l'aleta dorsal i 2 espines i 9 radis tous a l'anal.
- És transparent amb taques al cap.[5]

## Hàbitat
És un peix marí, demersal i de clima tropical.

## Distribució geogràfica
Es troba a l'Índic occidental: Kenya i Sud-àfrica.

## Observacions
És inofensiu per als humans.